# SSG Leipzig
Die Schwimm-Startgemeinschaft Leipzig (SSG Leipzig) ist eine Verbindung von mehreren Schwimmsportvereinen in Leipzig.

Logo

## Geschichte
Am 25. September 2008 gründeten die Schwimm-Vereine SC DHfK Leipzig, Lok Leipzig, SV Handwerk, SSV Leutzsch, Vesch e.V. und der Postschwimmverein Leipzig e.V. die Schwimm-Startgemeinschaft Leipzig. Mit der Gründung einer SSG Leipzig starten erstmals alle Kadersportler ab D-Kader-Status gemeinsam für Leipzig.
Hauptzielstellung der SSG Leipzig ist es, die heutigen Nachwuchstalente gezielt für die internationalen Wettkampfhöhepunkte der Junioren (European Youth Olympic Festival 2011, Junioreneuropameisterschaften 2009, 2010, 2011, 2012) bis hin zu den Erwachsenen (Schwimmweltmeisterschaften 2011, Schwimmeuropameisterschaften 2010, 2012, Olympische Spiele 2012) vorzubereiten.
Die ersten erfolgreichen nationalen Auftritte hatte die SSG Leipzig bei den Deutschen Kurzbahnmeisterschaften 2008 in Essen sowie bei den Deutschen Juniorenmeisterschaften Hamburg und den Deutschen Schwimmmeisterschaften.

## Meisterschaften
Seit der Gründung kann der Verein auf Zahllose nationale und internationale Erfolge zurückblicken. Die SSG Leipzig hatte Starter bei:
2008
- Kurzbahneuropameisterschaften in Rijeka

2009
- Kurzbahneuropameisterschaften in Istanbul
- Junioreneuropameisterschaften in Prag
- European Youth Olympic Festival in Tampere

2010
- Kurzbahnweltmeisterschaften in Dubai
- Kurzbahneuropameisterschaften in Eindhoven
- Europameisterschaften in Budapest
- Olympische Jugendspiele in Singapur
- Junioreneuropameisterschaften in Helsinki

2011
- Kurzbahneuropameisterschaften in Stettin
- Junioreneuropameisterschaften in Belgrad

2012
- Europameisterschaften in Debrecen
- Junioreneuropameisterschaften in Antwerpen
- European Youth Olympic Festival in Berlin

2014
- Junioreneuropameisterschaften in Dordrecht

2015
- European Youth Olympic Festival in Tbilisi

2021
- Olympische Sommerspiele in Tokio

## Erfolge

### Erfolge bei Deutschen Meisterschaften

#### Offene Wertung
- 2009: 4 × Bronze
- 2010: 2 × Gold; 3 × Silber, 1 × Bronze
- 2011: 5 × Silber; 2 × Bronze
- 2012: 1 × Gold; 3 × Silber; 5 × Bronze
- 2013: 2 × Silber

#### Jahrgangsmeisterschaften
- 2009: 13 × Gold; 9 × Silber; 7 × Bronze
- 2010: 17 × Gold; 8 × Silber; 5 × Bronze
- 2011: 6 × Gold; 3 × Silber; 6 × Bronze
- 2012: 4 × Gold; 2 × Silber; 6 × Bronze
- 2013: 3 × Gold; 8 × Silber; 4 × Bronze
- 2014: 2 × Gold; 5 × Silber; 8 × Bronze

#### Kurzbahn
- 2009: 2 × Silber; 1 × Bronze
- 2010: 3 × Gold; 1 × Silber; 5 × Bronze
- 2011: 3 × Silber; 3 × Bronze
- 2012: 1 × Gold; 2 × Silber; 3 × Bronze

### Erfolge in der Bundesliga

#### Jugend
- 2009: Platz 2 (Jugend-A Frauen); Platz 3 (Jugend-A Männer)
- 2010: Platz 2 (Jugend-A Männer); Platz 3 (Jugend-B Frauen)
- 2011: Platz 2 (Jugend-A Frauen); Platz 4 (Jugend-A Männer)

#### Offene Klasse
- 2009: beide Mannschaften stiegen in die 1. Bundesliga auf.
- 2010: (aufgrund einer Änderung des Wettkampfplanes fand 2010 keine DMS statt)
- 2011: Platz 6 (Frauen); Platz 10 (Männer)
- 2012: Platz 5 (Frauen); Platz 9 (Männer)
- 2013: Platz 11 (Frauen); Platz 11 (Männer); beide Mannschaften in die 2. Bundesliga abgestiegen.
- 2014: Platz 2 (Frauen; 2. Bundesliga-Süd)

### Rekorde

#### Deutsche Jahrgangsrekorde
- Graf, Lisa 50 m Rücken aufgestellt 2009
- Reinhold, Juliane 100 m Lagen (Kurzbahn) aufgestellt 2009
- Graf, Lisa 50 m Rücken aufgestellt 2010